# Fiołek Rivina
Fiołek Rivina (Viola riviniana) – gatunek rośliny z rodziny fiołkowatych. Rośnie dziko na całym niemal obszarze Europy, ponadto w Azji (w Libanie) i Afryce Północnej (Algieria, Tunezja, Maroko). W Polsce pospolicie na całym niżu i w niższych położeniach górskich.

## Morfologia
PokrójRoślina wieloletnia, naga lub owłosiona, wysokość 5–30 cm. Roślina posiada kłącze.
LiścieSercowate na długich ogonkach, zwykle ułożone w przyziemną rozetkę; ok. 2 cm długości. Przylistki lancetowate, frędzlowane.
KwiatyLancetowate działki kielicha posiadające prawie kwadratowe przedłużenie o długości 2–3 mm. Płatki korony odwrotnie jajowate, jasnofioletowe o wielkości ponad 2 cm, ostroga gruba o długości 4,5–8 mm, białawo lub żółtobiało zabarwiona i z bruzdkami od spodu. Dwa najwyższe płatki odstają ku górze, dwa boczne na boki, lub w dół. Szyjka słupka naga, pylniki o długości 2–2,5 mm.
OwocNaga, trzykomorowa torebka o długości 9–13 mm, zawiera dużo nasion.

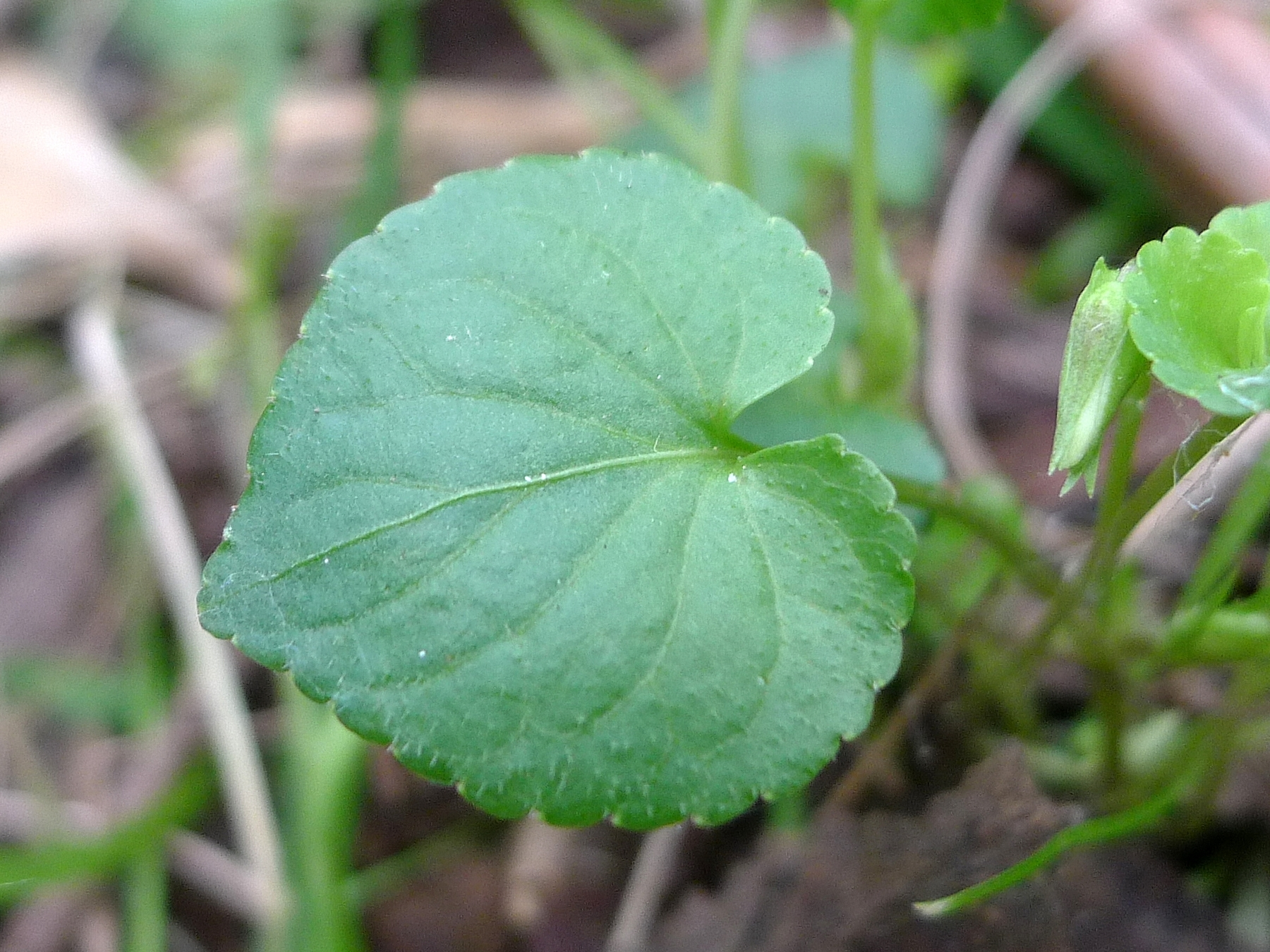
Liść
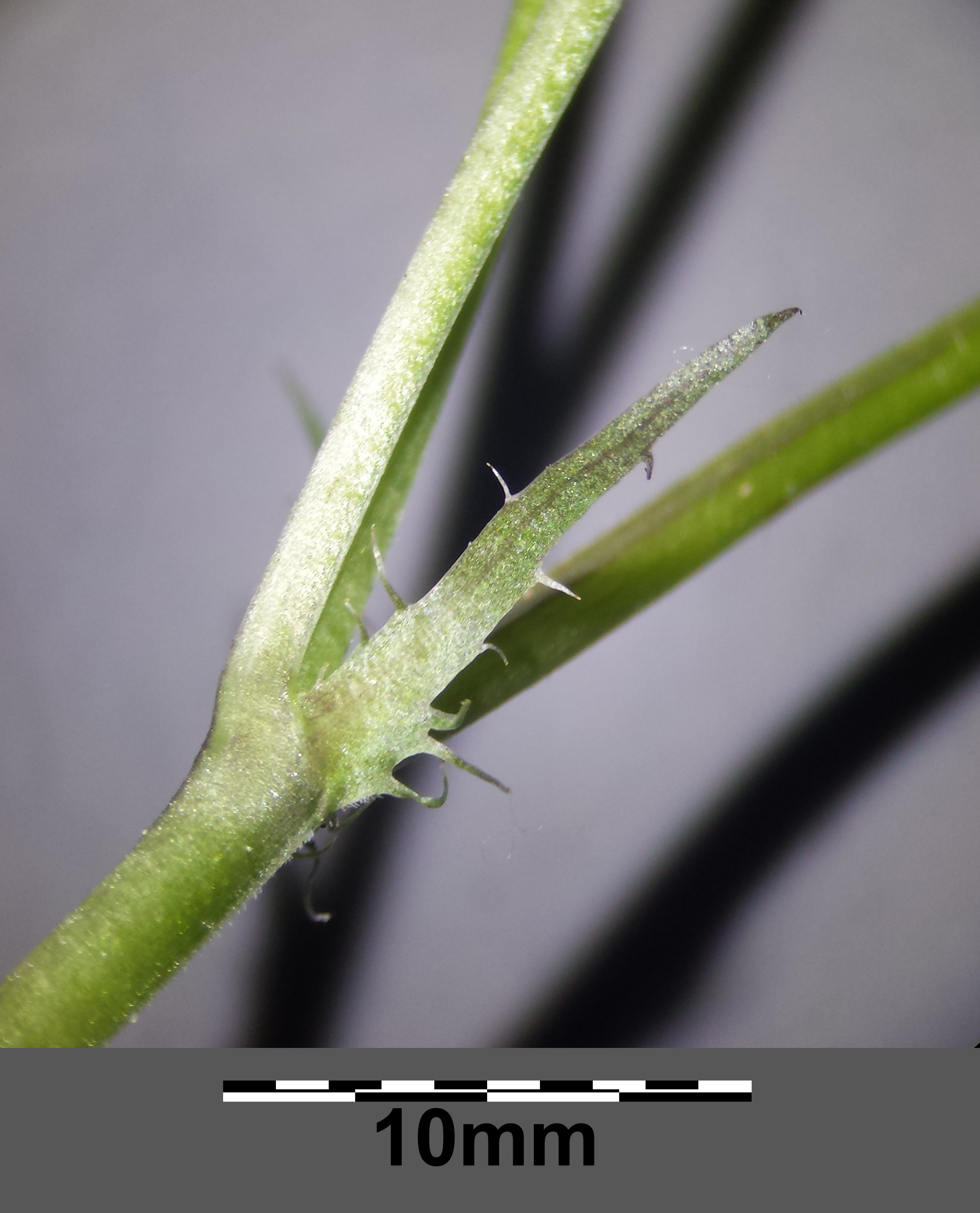
Przylistek
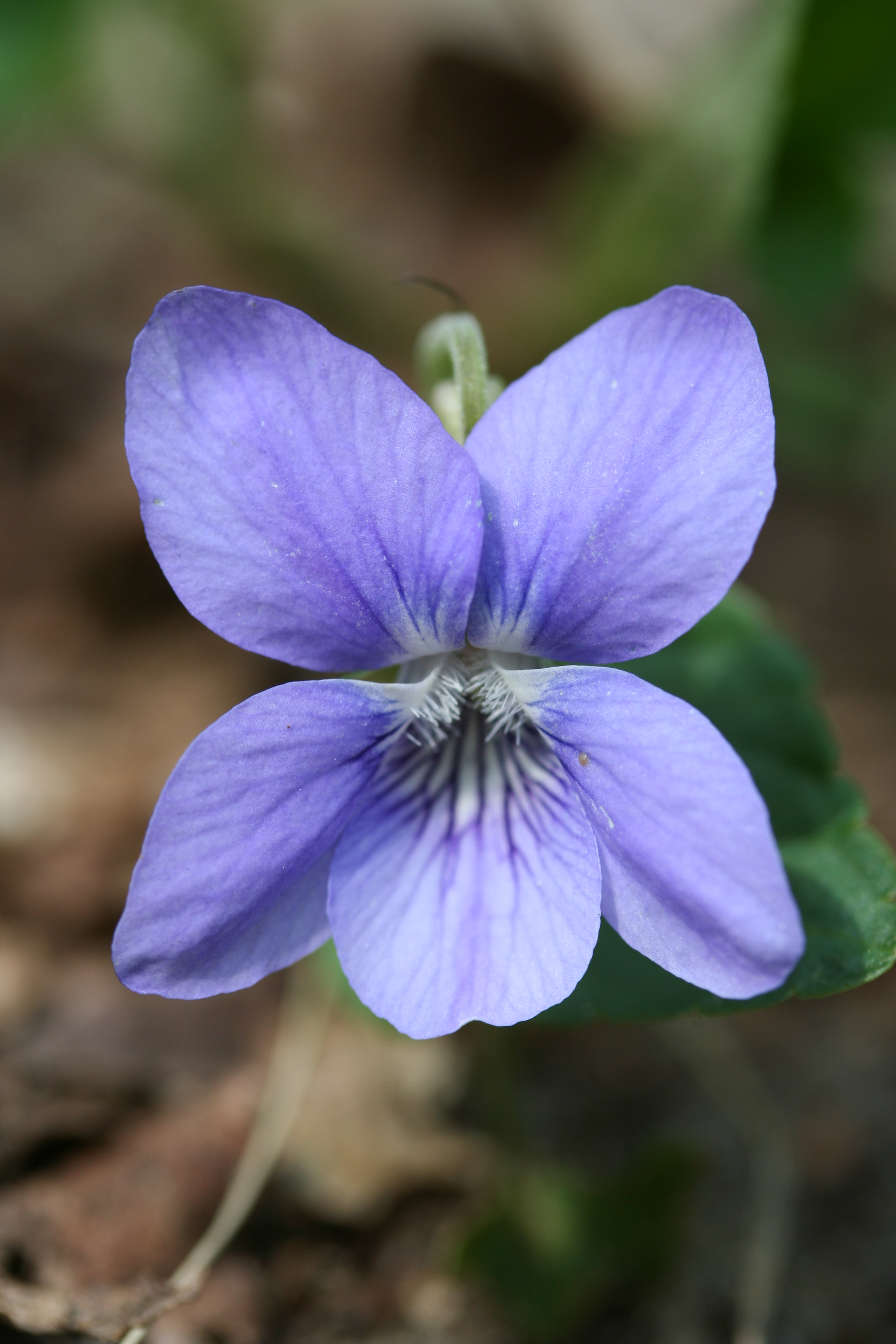
Kwiat
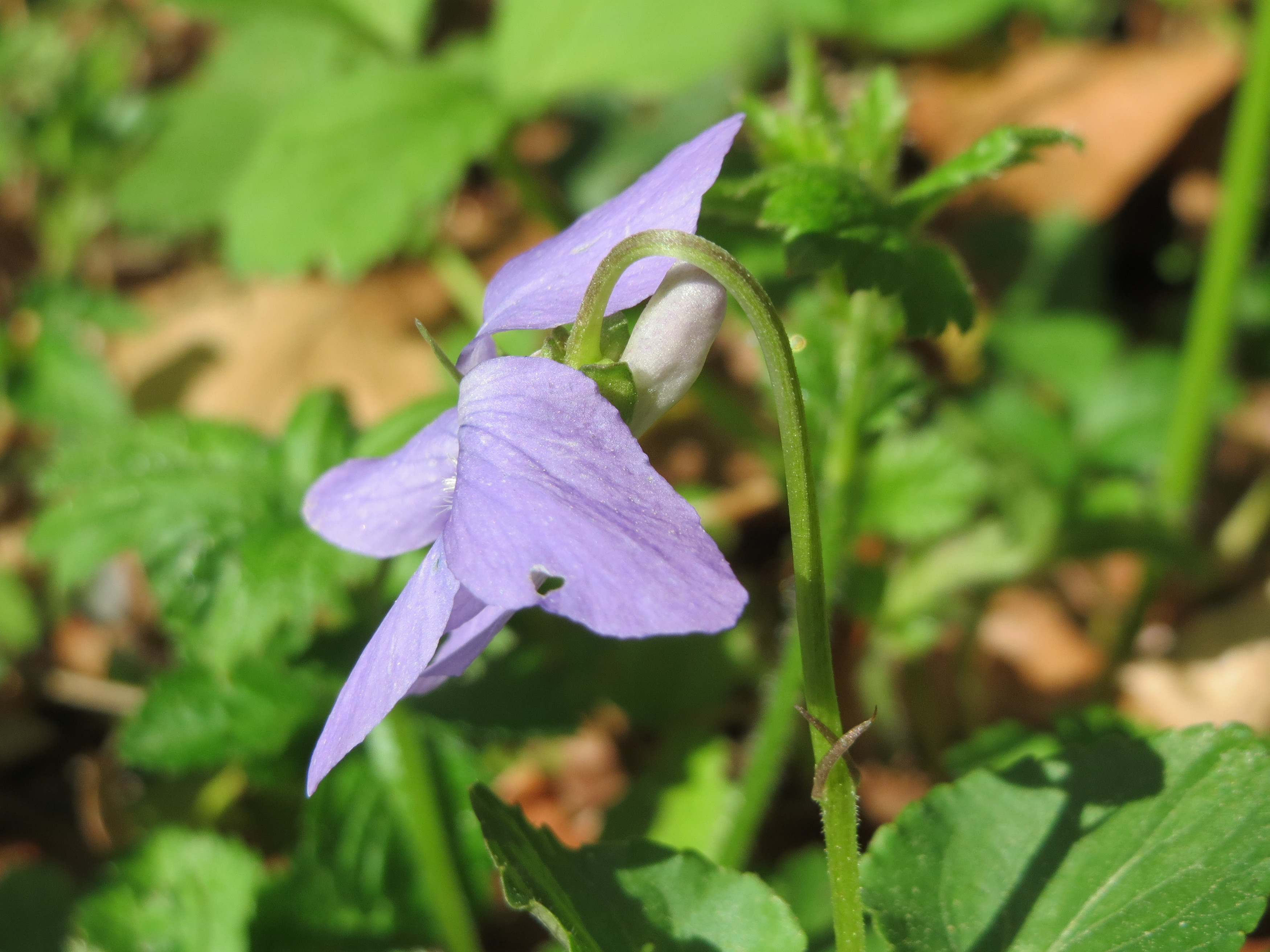
Kwiat
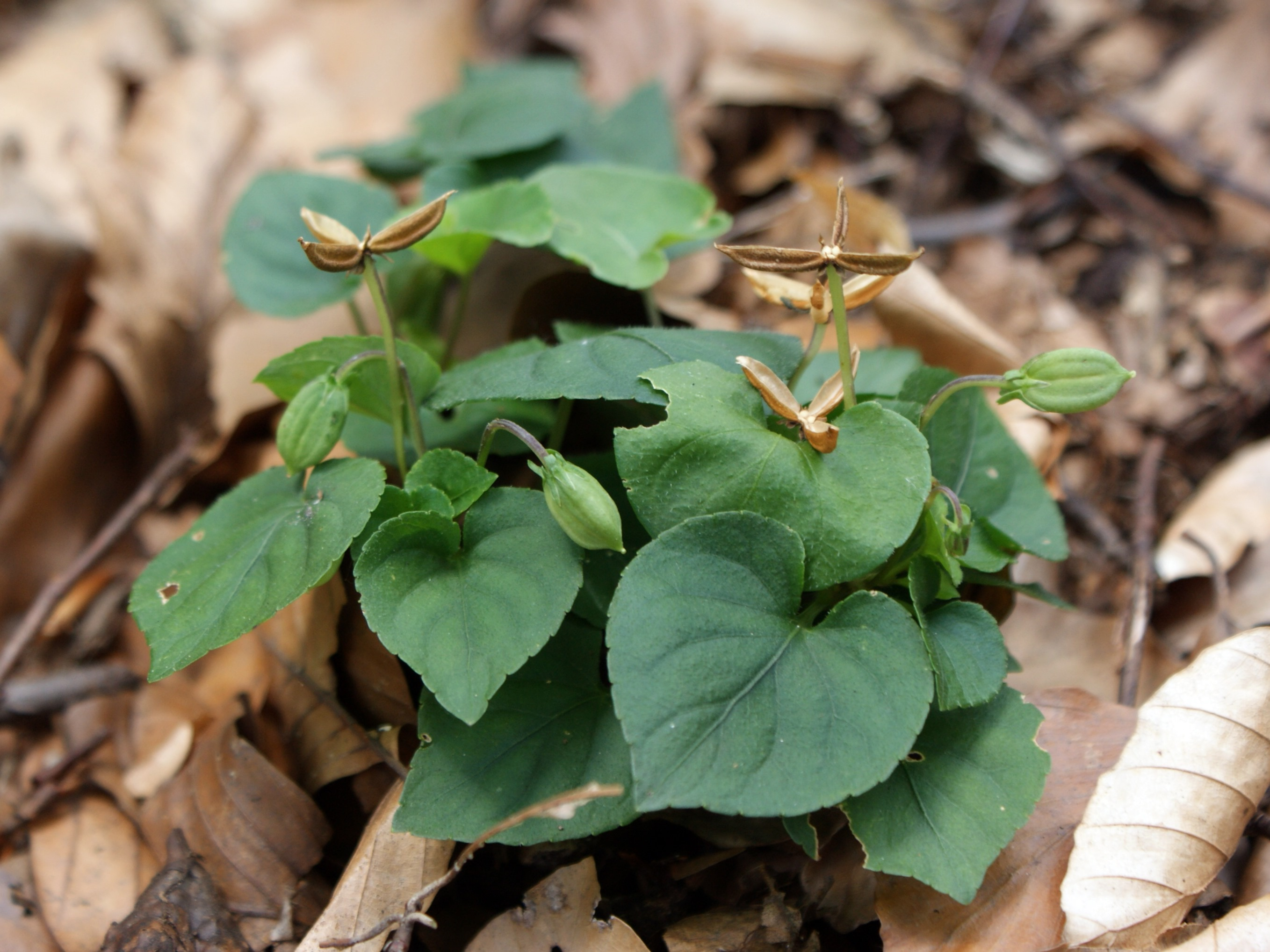
Owocująca roślina

## Biologia i ekologia
Bylina, hemikryptofit. Kwitnie od kwietnia do maja. Nasiona z elajosomem, roznoszone przeważnie przez mrówki. Siedlisko: widne lasy liściaste i mieszane, wrzosowiska, zarośla. Hemikryptofit.

## Zmienność
- Wyróżniany jest podgatunek Viola riviniana subsp. minor (Murb. ex. E.S. Gregory) Valentine. Jest to drobna roślina, o koronie kwiatu długości do 20 mm.
- Tworzy mieszańce z fiołkiem drobnym, fiołkiem mokradłowym, fiołkiem leśnym, fiołkiem psim, fiołkiem przedziwnym, fiołkiem wyniosłym[5].